# Hubert Drac
 (octobre 2019).
Si vous disposez d'ouvrages ou d'articles de référence ou si vous connaissez des sites web de qualité traitant du thème abordé ici, merci de compléter l'article en donnant les références utiles à sa vérifiabilité et en les liant à la section « Notes et références ».
Hubert Drac est un acteur, metteur en scène, adaptateur et directeur artistique français.

## Théâtre

### Comédien
- 1979 : Montéhus et tu verras mon cœur de Louis Thierry, mise en scène de l'auteur. Tournée.
- 1979 : Tueur sans gages de Eugène Ionesco, mise en scène de Jacques Mauclair, théâtre du Marais et tournée.
- 1979-80 : Flick et Drac de Costric 1er. Café-théâtre de la Mirandière.
- 1980 : La Veuve joyeuse de Frantz Lehar mise en scène de Brian MacDonald, Opéra de Nancy.
- 1981 : Les amours de Don Perlimplin de Federico Garcia Lorca mise en scène de Jacques Mauclair, Théâtre du Marais.
- 1981 : Les fausses confidences de Marivaux mise en scène de Dominique Levert, Théâtre des deux Portes. Paris.
- 1982 : La Fontaine écarlate de Danièle Chuteaux mise en scène de l'auteur, Théâtre des Amandiers de Paris et tournée Orléans.
- 1982 : Les Fourmidiables  de Roland Dubillard mise en scène de Hubert Drac, Théâtre des Amandiers de Paris.
- 1982 : La malédiction de la souris de Bernard Da Costa mise en scène de Monique Mauclair, Festival du Marais.
- 1983 : Le Prince travesti de Marivaux mise en scène de Gilles Léger et Guy Vassal, Théâtre populaire des Cévennes.
- 1983 : La grosse Bertha de Hubert Drac mise en scène de l'auteur, Théâtre des deux Portes. Paris.
- 1984: Un mari à la porte de Jacques Offenbach mise en scène de Marie -Laure Pinton, Théâtre Tête d'or (Lyon)
- 1985 : L'Archipel Papou de Jacques Offenbach mise en scène de Marie -Laure Pinton, Théâtre 13
- 1986 : Œil pour deuil de André Breton et Philippe Soupault  mise en scène de Marie -Laure Pinton, Théâtre du Tourtour
- 1992 : Délire à deux de Eugène Ionesco mise en scène de Monique Mauclair, Théâtre du Tourtour
- 1993 : Huis clos de Jean-Paul Sartre mise en scène de Daniel Colas, Festival de Pau
- 1994 : Antonio Barracano de Eduardo de Philippo, mise en scène de Jacques Mauclair, théâtre du Marais
- 1995 : La Nuit de Barbizon de Julien Vartet, mise en scène de Gérard Savoisien, théâtre Édouard VII
- 1998 : Noël chez les Cuppiello de Eduardo de Philippo, mise en scène de Jacques Mauclair, théâtre du Marais
- 1999 : Les Cinémas de la rue d'Antibes de Julien Vartet, mise en scène de l'auteur, théâtre Édouard VII
- 2004 : Des fourmis au diable de Roland Dubillard, Café de la Gare
- 2005 : Une Comédie légère de Jérémy Manesse, mise en scène de l'auteur, Café de la Gare
- 2010-2012 : Henri IV Le bienaimé de Daniel Colas, mise en scène de l'auteur, théâtre des Mathurins et tournée
- 2010 : Les Fourmidiables de Roland Dubillard, théâtre Lucernaire
- 2014-2015 : La nuit des piranhas de Philippe et Cédric Dumond, mis en scène par Hubert Drac, Café de la Gare

### Metteur en scène
- 1979 : En revenant de la rue avec Dany Laurent, Marc Dudicourt, Fred Maubert, Pierre Reggiani. Maison de la Culture de Rennes et tournée.
- 1987 : Profession imitateur  avec Didier Gustin & Alain Favry théâtre du Tourtour et Théâtre de la Ville
- 1988, 1990 et 1992 : Henri DES en concert Olympia
- 1990 : Didier Gustin au Café de la Gare avec Didier Gustin & Olivier Delevingne  Café de la Gare
- 1992 : Meurtre au Music-hall avec Didier Gustin. Comédie-Caumartin.
- 1998 : L'ami des vedettes de et avec Didier Porte, théâtre du Tourtour
- 1999 : Je m'demande !?!!! de et avec Bernard Azimuth Café de la Gare
- 2001 : Les Corbeaux passent toujours à l'heure de Jules Renard avec Christian Marin, théâtre Mouffetard
- 2007 : Harem underground de Jérémy Manesse, Café de la Gare
- 2009 : Suzette for ever pour le London Quartet CANTABILE, théâtre des Bouffes Parisiens
- 2010 : Les Fourmidiables de Roland Dubillard, théâtre Lucernaire
- 2014-2015 : La Nuit des piranhas de Philippe et Cédric Dumond, Café de la Gare
- 2017 : Ah tu verras ! avec Didier Gustin . Théâtre de l'Archipel et tournée

## Filmographie

### Cinéma

#### Longs métrages
- 1975 : Un sac de billes de Jacques Doillon : Henri, frère aîné des Joffo
- 1979 : Tapage nocturne de Catherine Breillat : le metteur en scène
- 2004 : Nuit noire de Daniel Colas : le mulet du Commissaire

#### Courts métrages
2008 : Salut Peter de Jules Thénier : Le Capitaine Crochet
2012 : En pleine tête de Julien Sibre : Le commissaire
2018 : Le Questionnaire de Mélanie Rodriguez : le père

### Télévision
- 1978 : Les Folies Offenbach, épisode Le Passage des Princes de Michel Boisrond
- 1982 : Médecins de nuit de Stéphane Bertin, épisode : Jo Formose (série télévisée)

## Doublage
Source : RS Doublage

### Cinéma

#### Films
- Bob Balaban dans :
  - Dead Bang (1989) : Webley
  - Greedy (1994) : Ed
- 1986 : Le Grand Défi : Rooster (Michael O'Guinne)
- 1986 : Mister Dynamite : le chef Lama (John Ladalski)
- 1988 : Toutes folles de lui : le prêtre (Jack Gould) et le journaliste télé (Ted Dawson)
- 1990 :  Dark Angel : le détective Arwood « Larry » Smith (Brian Benben)
- 1993 : Made in America : Teddy (David Bowe)
- 1995 : Hackers : Blade (Peter Y. Kim)
- 1996 : Barb Wire : Fred le barman (Joey Sagal)
- 1999 : Coup de foudre à Notting Hill : Max (Tim McInnerny)
- 1999 : Mon Martien bien-aimé : Coleye (Wallace Shawn)
- 2000 : Memento : Teddy (Joe Pantoliano)
- 2000 : Jardinage à l'anglaise : Laurence (Kevin McMonagle)
- 2000 : Circus : Troy (Eddie Izzard)
- 2003 : Intolérable Cruauté : Wrigley (Paul Adelstein)
- 2003 : American Pie : Marions-les ! : Harold Flaherty (Fred Willard)
- 2003 : Lost in Translation : le docteur (Kōji Shimizu)
- 2004 : Thunderbirds : Les Sentinelles de l'air : Kyrano (Bhasker Patel)
- 2005 : 40 ans, toujours puceau : l'animateur du speed-dating (Charlie Hartsock)
- 2011 : Transformers 3 : La Face cachée de la Lune : l'ancien scientifique de la NASA (David St. James)
- 2012 : Shadow Dancer : Liam Hughes (Michael McElhatton)
- 2014 : Welcome to New York : le lieutenant Landano (Louis Zaneri)
- 2015 : 45 ans : M. Watkins (Richard Cunningham)
- 2016 : Ave, César ! : J.H Herman (Max Baker)
- 2017 : Churchill : Alan Brooke (Danny Webb)
- 2017 : Battle of the Sexes : lui-même (Howard Cosell)
- 2018 : Equalizer 2 : l'avocat de Grace Baelik (Ken Baltin)
- 2018 : The Holiday Calendar : Grand-père Sutton (Ron Cephas Jones)
- 2021 : Dans les yeux de Tammy Faye : un journaliste télé [Qui ?]
- 2022 : Hunt : l'agent Yang Bo-seong (Jung Man-sik)

#### Films d'animation
- 2018 : Spider-Man: New Generation :  le policier de 1967 qui assiste à la rencontre entre Spider-Man 2099 et celui de 1967 (caméo, scène post-générique)
- 2022 : Apollo 10 ½ : Les fusées de mon enfance : Walter Cronkite

### Télévision

#### Téléfilms
- 1994 : Confessions d'une rebelle : Pr Leland (David Brisbin)
- 2000 : Mon clone et moi : M. Browning (Mark L. Taylor)
- 2016 : Échange Mortel : Conner (Steven Brand)

#### Séries télévisées
- Ron Cephas Jones dans :
  - Luke Cage (2016-2018) : Bobby Fish
  - Looking for Alaska (2019) : Dr Hyde (mini-série)
- 1993-1999 : Star Trek : Deep Space Nine : Rom (Max Grodénchik) (35 épisodes)
- 1997-1998 : Le Visiteur : le directeur-adjoint Grushaw (Richard Cox)
- 2000 : Le Flic de Shanghaï : Kyle Strode (Neal McDonough)
- 2001-2002 : Felicity : M. Norman (Bob Clendenin)
- 2002 : Mes plus belles années : le coach Ambros (Dan Butler)
- 2016 : Racines : Benjamin Murray (Wayne Pére) (mini-série)
- 2018 : The Mire : Zbigniew Brynski (Zbigniew Walerys)
- 2021 : Squid Game : le joueur no 244 (Edward Hong)
- 2021 : L'Ombre de Fatma : Yazar (Uğur Yücel)
- 2022 : Yonder (en) : le rédacteur en chef [Qui ?] (mini-série)
- 2022 : Les Enquêtes de Vera : Cliff Cringle (Garry Cooper (en)) (saison 11, épisode 5)
- 2023 : Transatlantique : ? (?) (mini-série)
- 2025 : Toxic Town : ? (?) (mini-série)

#### Séries d'animation
- 1966[2] : Les Nouvelles Aventures de Superman : Prankster et Toyman
- 1966[2] : Les Aventures de Superboy : Mighty Lad, Merlin, M. Culver, le crieur et voix additionnelles
- 1967[2] : Aquaman : Arthur Curry / Aquaman
- 1968[2] : Les Aventures de Batman : le narrateur et le commissaire James Gordon
- 1974[3] : Meg la sorcière : Chū
- 1980-1981[4] : Ashita no Joe 2 : Carlos Rivera (1re voix), la voix-off et Gondo Goromaki (2e voix)
- [Quand ?] : Les Experts de l'archéologie : le narrateur
- 1985-1987 : Théo ou la Batte de la victoire : Raymond Rochefort, Adrien, le père de Théo, Serge, M. Doriano et Gaston
- 1986 : Mofli : Bob Detroit
- 1997 : La Légende de Calamity Jane : voix additionnelles
- 1997-1998 : Fennec : Gustave
- 2006-2007 : The Secret Show : Victor
- 2014-2021 : Seven Deadly Sins : Dreyfus et Helbram
- 2021 : To Your Eternity : voix additionnelles

### Jeux vidéo
- 1996 : Pyjama Sam : Héros de la nuit : voix additionnelles
- 1998 : Commandos : Derrière les lignes ennemies : le narrateur
- 1999 : L'Amerzone : le facteur, le pêcheur, le soldat
- 1999 : Outcast : le major Doug Dawson
- 1999 : Sid Meier's Alpha Centauri : Prokhor Zakharov
- 2001 : Commandos 2: Men of Courage : le narrateur
- 2002 : Syberia :  Oscar  MR Marson et le Commandant Malatesta
- 2003 : Beyond Good and Evil : Hahn
- 2003 : Commandos 3 : Destination Berlin : le narrateur
- 2004 : Syberia II : Oscar et Monsieur Marson
- 2004 : Transformers : Red Alert
- 2005 : Star Wars: Knights of the Old Republic 2 - The Sith Lords : Maître Kavar, Gerevick
- 2005 : Tom Clancy's Splinter Cell: Chaos Theory : voix additionnelles
- 2005 : Fahrenheit : le médecin légiste
- 2006 : Le Parrain : Sollozo
- 2007 : BioShock : Yi Suchong
- 2007 : The Witcher : le messager à la taverne de l'Ours poilu, le forgeron d'Eaux-Troubles, marchand zerrikanien...
- 2013 : Bioshock Infinite : Tombeau Sous-Marin : Yi Suchong
- 2015 : Assassin's Creed Syndicate : voix additionnelles
- 2015 : Star Wars Battlefront : voix additionnelles
- 2017 : Syberia III : Oscar
- 2017 : Assassin's Creed Origins : voix additionnelles
- 2018 : Assassin's Creed Odyssey : Pratinos
- 2021 : Call of Duty: Vanguard : Vogel
- 2022 : Astérix et Obélix XXXL : Le Bélier d'Hibernie : Panoramix
- 2022 : Syberia: The World Before : Oscar
- 2022 : Star Wars: The Old Republic - Legacy of the Sith : C2D4
- 2023 : Hogwarts Legacy : L'Héritage de Poudlard : Gladwin Moon
- 2025 : L'Amerzone : Le Testament de l'explorateur : Edward Marson et le facteur

### Direction artistique

#### Films
- 2020 : All My Life

#### Jeux vidéo
- 1997 : GoldenEye 007
- 2002 : Battlefield 1942
- 2002 : Stuart Little 2
- 2004 : Battlefield Vietnam
- 2004 : Fables
- 2005 : Battlefield 2
- 2006 : Battlefield 2142
- 2007 : Heavenly Sword
- 2007 : Crysis
- 2007 : Thrillville : Le Parc en folie
- 2007 : Unreal Tournament 3
- 2007 : La Légende de Beowulf
- 2007 : Les Rois de la glisse
- 2008 : Warhammer: Mark of Chaos - Battle March
- 2011 : Battlefield 3
- 2011 : Happy Feet 2
- 2013 : Les Croods : Fête préhistorique
- 2013 : Battlefield 4
- 2014 : Watch Dogs (avec Nathalie Sionneau, Véronique Desmadryl, Serge Thiriet et Gilles Morvan)
- 2014 : Assassin's Creed Rogue (avec Bruno Porret)
- 2015 : Assassin's Creed Syndicate
- 2015 : Everybody's Gone to the Rapture
- 2016 : Battlefield 1
- 2017 : Assassin's Creed Origins (avec Bruno Méyère)
- 2018 : Assassin's Creed Odyssey
- 2018 : Battlefield V
- 2019 : Astérix et Obélix XXL 3 : Le Menhir de cristal
- 2020 : The Dark Pictures Anthology: Little Hope
- 2020 : Immortals Fenyx Rising
- 2021 : The Dark Pictures Anthology: House of Ashes
- 2022 : Astérix et Obélix XXXL : Le Bélier d'Hibernie (avec Stéphane Bollaert)

#### Séries d'animation
- 1995-1998 : Les Belles Histoires de Pomme d'Api

#### Fictions audio
- Sandman
- Malfosse
- Deathnote
- Alien : Le fleuve des souffrances
- Alien : La mer des désolations
- Les grands mystères de l'Univers
- Les Contes de Crimm : Rouge
- Les Contes de Crimm : Taxidermie
- Les Contes de Crimm : Chair fraîche

## Adaptation
Hubert Drac a également participé à l'adaptation française des dialogues de plusieurs œuvres.
Films
- 1998 : All About Sex
- 1998 : Moi, zombie : chronique de la douleur
- 1998 : Memory & Desire (en)
- 1998 : Le Cygne du destin (en)
- 1999 : Amour sous influence
- 1999 : A Murder of Crows
- 2000 : Ginger Snaps
- 2002 : Un seul deviendra invincible
- 2002 : La Rumeur des anges
- 2003 : Cops
- 2004 : Pusher 2 : Du sang sur les mains
- 2005 : Pusher 3 : L'Ange de la mort
- 2007 : Invisible Target (en)
- 2009 : Adam

Film d'animation
- 2006 : Ling et Tao : La Légende des amoureux papillons

Téléfilms
- 2000 : Livin' for Love: The Natalie Cole Story (en)
- 2000 : En lettres de sang
- 2001 : La maison près du lac (en)
- 2009 : Monsieur Décembre

Séries télévisées
- Mike Hammer
- Star Trek : La Nouvelle Génération
- Star Trek : Deep Space Nine
- Star Trek : Voyager
- Les Nouveaux Professionnels
- Un, dos, tres
- Glee
- Billions

Séries d'animation
- 2001-2003 : Croque Canards
- 2003 : Corneil et Bernie
- 2009-2012 : Marsupilami (saisons 3 et 4)